# Honnammanahalli, Hassan
Honnammanahalli là một làng thuộc tehsil Hassan, huyện Hassan, bang Karnataka, Ấn Độ.